# HD 5891
HD 5891 — звезда в созвездии Рыб на расстоянии около 818 световых лет от нас. Вокруг звезды обращается, как минимум, одна планета.

## Характеристики
HD 1502 — звезда 8,52 звёздной величины; впервые в астрономической литературе упоминается в каталоге Генри Дрейпера, изданном в начале XX века. Она принадлежит к классу жёлтых субгигантов — звёзд, сошедших с главной последовательностей. Весит звезда почти как два наших Солнца, зато по размерам она превосходит наше дневное светило в 8,7 раз. HD 5891 также значительно мощнее и ярче Солнца: её светимость составляет 39,4 солнечных. Возраст звезды оценивается приблизительно в полтора миллиарда лет.

## Планетная система
В 2011 году группой астрономов, работающих с данными, полученными в обсерватории Кека, было объявлено об открытии планеты HD 5891 b в системе. Она представляет собой газовый гигант, превосходящий по массе Юпитер в 7,6 раз. Планета совершает полный оборот вокруг родительской звезды за 177 суток. Открытие HD 5891 b было совершено методом Доплера.